# Quinta Grande
Quinta Grande é uma freguesia portuguesa do município da Câmara de Lobos, na ilha da Madeira, Região Autónoma da Madeira,  com 3,89 km² de área e 1939 habitantes (censo de 2021). A sua densidade populacional é 498,5 hab./km².
Quinta Grande tem uma estrada que liga Calheta e Funchal.  A atividade principal é a agricultura. É banhada pelo Oceano Atlântico a sul. Quinta Grande possui uma escola, um pavilhão desportivo, uma igreja e uma praça.

## Demografia
A população registada nos censos foi:
| Distribuição da População por Grupos Etários | Distribuição da População por Grupos Etários | Distribuição da População por Grupos Etários | Distribuição da População por Grupos Etários | Distribuição da População por Grupos Etários |
| -------------------------------------------- | -------------------------------------------- | -------------------------------------------- | -------------------------------------------- | -------------------------------------------- |
| Ano                                          | 0-14 Anos                                    | 15-24 Anos                                   | 25-64 Anos                                   | > 65 Anos                                    |
| 2001                                         | 526                                          | 383                                          | 1020                                         | 227                                          |
| 2011                                         | 417                                          | 303                                          | 1087                                         | 292                                          |
| 2021                                         | 291                                          | 240                                          | 1067                                         | 341                                          |

## Património
Igreja de Nossa Senhora dos Remédios
A Igreja de Nossa Senhora dos Remédios é a única igreja da freguesia da Quinta Grande e serve como sede da paróquia.
O Orago da Quinta Grande é precisamente a Nossa Senhora dos Remédios. As festividades de Nossa Senhora dos Remédios celebram-se no segundo domingo de setembro.

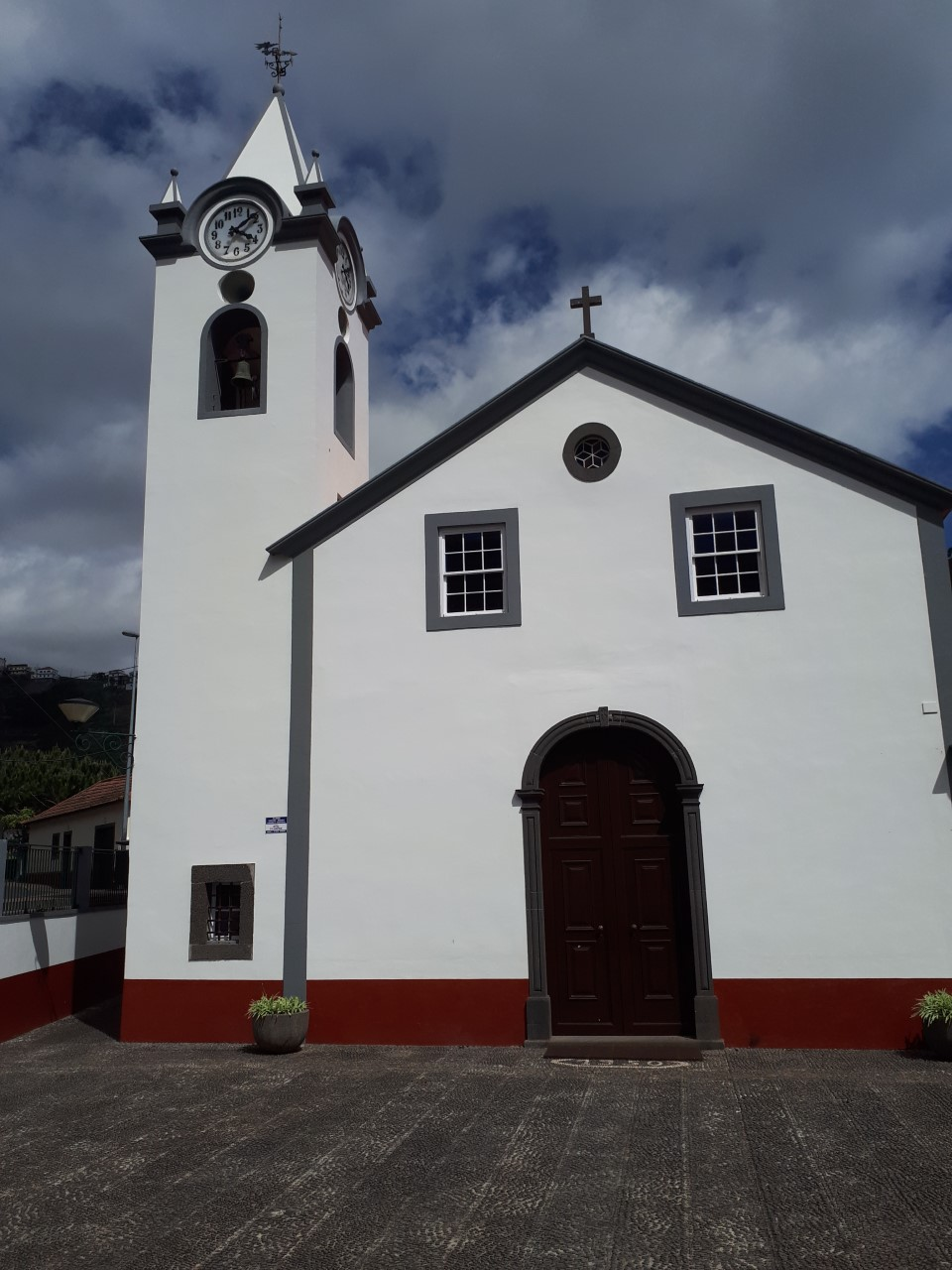
Igreja Matriz

A Igreja Matriz situa-se na rua Bispo Manuel Joaquim Gonçalves de Andrade.No que respeita aos elementos característicos da Igreja de Nossa Senhora dos Remédios a igreja possui 1 portal, 2 janelas, um adro com média dimensão e uma torre sineira com relógios. O portal é de madeira e está envolto com pedra de cantaria. À frente da porta é possível observar a data 1950 que coincide com a altura da ampliação da igreja.
Vereda da Partilha
Uma requalificação e pavimentação da vereda foram feitas, onde foram construídos degraus e muros de suporte, bem como varandins por questões de segurança. Esta vereda termina junto à vertente da encosta sobranceira à Fajã dos Padres, tem uma extensão de cerca de 850 metros, dando acesso a uma vasta área agrícola no sítio da Vera Cruz.
Miradouro da Vereda da Partilha
A requalificação da vereda da Partilha deu origem a um novo Miradouro com uma espetacular vista para à Fajã dos Padres e a encosta do Campanário. As obras foram suportadas pelo orçamento municipal com um custo de cerca de 50 mil euros.  

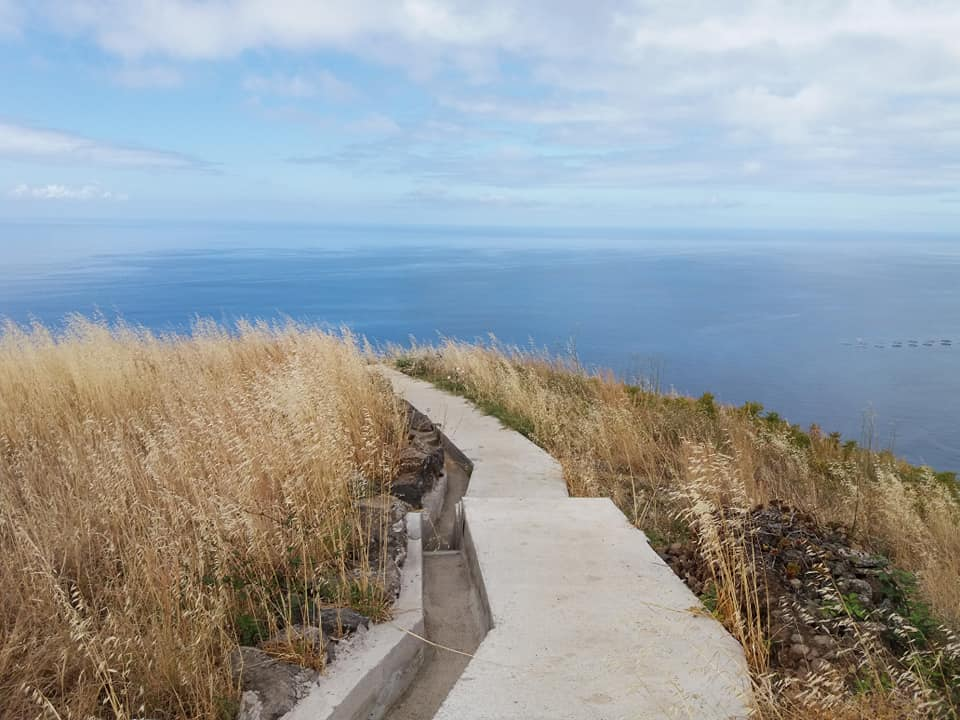
Vereda da Partilha Quinta Grande

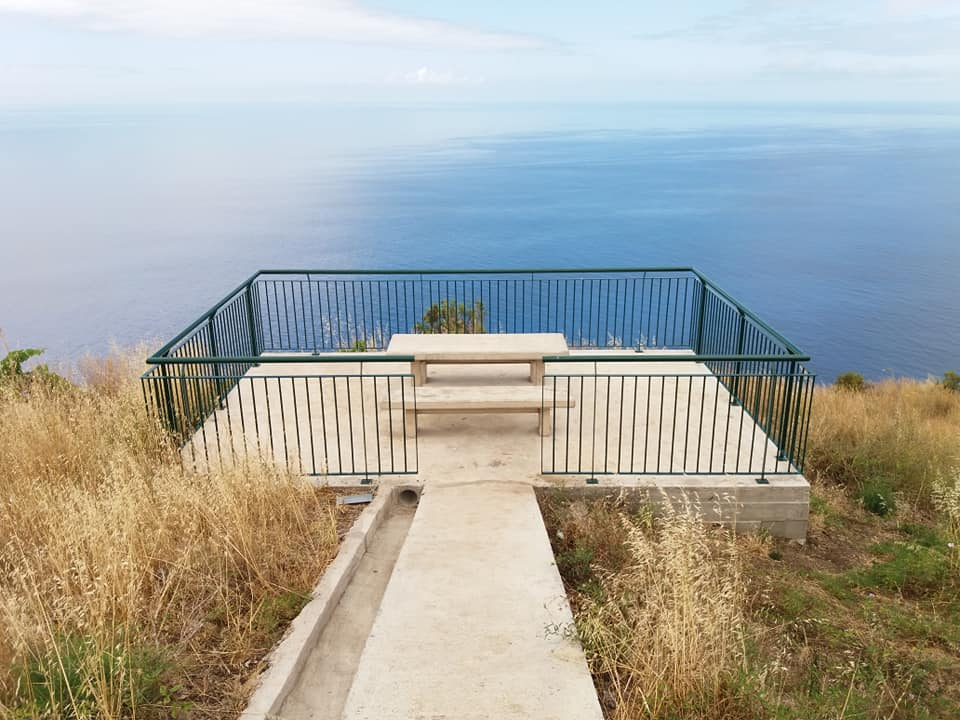
Miradouro da Partilha Quinta Grande

## Freguesias próximas
- Campanário, oeste;
- Estreito de Câmara de Lobos, leste
- Câmara de Lobos, leste